# جوزيف بلرين
جوزيف بلرين (بالفرنسية: Joseph Pellerin)‏ هو عالم عملات فرنسي، ولد في 27 أبريل 1684 في Marly-le-Roi ‏ في فرنسا، وتوفي في 30 أغسطس 1782 في باريس في فرنسا.